# Manaus Bowl
Amazonas Bowl, como é conhecido o Campeonato Amazonense de Futebol Americano e também a partida final, é o torneio de futebol americano da cidade brasileira de Manaus, no estado do Amazonas, organizado pela Federação de Futebol Americano do Amazonas (FEFAAM). A equipe com maior quantidade de conquistas é a Manaus Cavaliers, com 5 conquistas.

## Forma de disputa
A competição será organizada em turno único, 21 jogos serão realizados em 7 rodadas, dentre qual 1 time terá folga por rodada disputada em um período de 25/Junho a 15/Outubro de 2017.  As quatros melhores equipe passam as semifinais. O Playoff em acordo será decidido em Playoff 1 { 1° Colocado x 4° Colocado} e Playoof 2 { 2° Colocado x 3° Colocado} respectivamente no dia 12/Novembro. A grande final do Amazonas Bowl será dia 03/Dezembro com os vencedores dos playoffs e disputaram por um lugar em destaque Nacional.

## Títulos por equipe
- Manaus Cavaliers 5 vezes - 2007, 2008, 2012, 2013, 2014
- Amazon Black Hawks 3 vezes - 2009, 2010, 2011
- Ajuricaba Warriors 1 vez - 2015
- Manaós Hunters 1 vez - 2006
- North Lions 2 vezes - 2016, 2017